# Intense (album Armina van Buurena)
Intense – piąty studyjny album holenderskiego DJ-a Armina van Buurena. Wydany 3 maja 2013 roku przez wytwórnię płytową Armada Music.
Podczas realizacji nagrań Armin van Buuren współpracował z takimi artystami jak Fiora, Trevor Guthrie, Miri Ben-Ari, Lauren Evans, NERVO czy Laura Jansen.
Płytę promuje singel "This Is What It Feels Like", nagrany we współpracy z Trevorem Guthrie. W ramach promocji do singla nakręcono teledysk, w którym wystąpił aktor Ron Jeremy. Z tego wydawnictwa pochodzi również utwór "Waiting for the Night" z gościnnym udziałem wokalistki Fiory, który następnie ukazał się na ścieżce dźwiękowej do holenderskiej komedii romantycznej Verliefd op Ibiza.
W Polsce album osiągnął status złotej płyty.

## Lista utworów
Opracowano na podstawie materiału źródłowego.
1. "Intense" (feat. Miri Ben-Ari) – 8:47
2. "This Is What It Feels Like" (feat. Trevor Guthrie) – 3:23
3. "Beautiful Life" (feat. Cindy Alma) – 6:08
4. "Waiting for the Night" (feat. Fiora) – 4:21
5. "Pulsar" – 6:31
6. "Sound of the Drums" (feat. Laura Jansen) – 3:55
7. "Alone" (feat. Lauren Evans) – 4:04
8. Turn This Love Around (vs. NERVO feat. Laura V.) – 5:22
9. "Won't Let You Go" (feat. Aruna) – 6:35
10. "In 10 Years From Now" – 0:56
11. "Last Stop Before Heaven" – 6:27
12. "Forever Is Ours" (feat. Emma Hewitt) – 6:41
13. "Love Never Came" (feat. Richard Bedford) – 7:00
14. "Who's Afraid of 138?!" – 5:49
15. "Reprise" (feat. Bagga Bownz) – 3:12
16. "Humming the Lights" (iTunes Bonus Track) – 6:57

## Intense: The More Intense Edition
Opracowano na podstawie materiału źródłowego.

### CD 1
1. "Intense" (feat. Miri Ben-Ari) – 8:47
2. "This Is What It Feels Like" (feat. Trevor Guthrie) – 3:23
3. "Beautiful Life" (feat. Cindy Alma) – 6:08
4. "Waiting for the Night" (feat. Fiora) – 4:21
5. "Pulsar" – 6:31
6. "Sound of the Drums" (feat. Laura Jansen) – 3:55
7. "Alone" (feat. Lauren Evans) – 4:04
8. "Turn This Love Around" (vs. NERVO feat. Laura V.) – 5:22
9. "Won't Let You Go" (feat. Aruna) – 6:35
10. "In 10 Years From Now" – 0:56
11. "Last Stop Before Heaven" – 6:27
12. "Forever Is Ours" (feat. Emma Hewitt) – 6:41
13. "Love Never Came" (feat. Richard Bedford) – 7:00
14. "Who's Afraid of 138?!" – 5:49
15. "Reprise" (feat. Bagga Bownz) – 3:12
16. "This Is What It Feels Like" (feat. Trevor Guthrie) (John Ewbank Classical Remix) – 03:12

### CD 2
1. "Save My Night" (Original Mix) – 05:37
2. "Don't Want To Fight Love Away" (feat. Cindy Alma) (Original Mix) – 07:22
3. "Intense" (feat. Miri Ben-Ari) (Andrew Rayel Radio Edit) – 03:38
4. "This Is What It Feels Like" (feat. Trevor Guthrie) (W&W Radio Edit) – 03:26
5. "Beautiful Life" (feat. Cindy Alma) (Kat Krazy Radio Edit) – 03:46
6. "Pulsar" (Ummet Ozcan Radio Edit) – 03:54
7. "Sound Of The Drums" (feat. Laura Jansen) (Michael Brun Radio Edit) – 03:30
8. "Alone" (feat. Lauren Evans) (Orjan Nilsen Radio Edit) – 04:05
9. "Turn This Love Around" (vs NERVO feat. Laura V.) (Toby Hedges Radio Edit) – 03:29
10. "Won't Let You Go" (feat. Aruna) (Ian Standerwick Radio Edit) – 03:33
11. "Forever Is Ours" (feat. Emma Hewitt) (Solarstone Pure Radio Edit) – 04:04
12. "Love Never Came" (feat. Richard Bedford) (W&W vs Armin van Buuren Remix) – 05:00
13. "Intense" (feat. Miri Ben-Ari) (Dannic Radio Edit) – 03:02
14. "Pulsar" (Cosmic Gate Radio Edit) – 03:36
15. "Won't Let You Go" (feat. Aruna) (Tritonal Radio Edit) – 03:41
16. "Turn This Love Around" (vs NERVO feat. Laura V.) (Starkillers Radio Edit) – 03:58
17. "Sound Of The Drums" (feat. Laura Jansen) (Aly & Fila Radio Edit) – 04:00
18. "Love Never Came" (feat. Richard Bedford) (Jorn van Deynhoven Radio Edit) – 03:39
19. "Last Stop Before Heaven" (Maarten de Jong Radio Edit) – 04:42
20. "Love Never Came" (feat. Richard Bedford) (The Blizzard Radio Edit) – 03:16

### DVD
1. "This Is What It Feels Like" (feat. Trevor Guthrie) – 03:24
2. "Beautiful Life" (feat. Cindy Alma) – 06:08
3. "Waiting For The Night" (feat. Fiora) – 04:21